# I. SSK Maribor
El I. SSK Maribor (en inglés: First Slovene Sports Club Maribor) fue un equipo de fútbol de Eslovenia que jugó en la Liga de la República de Eslovenia, la primera división de la República Socialista de Eslovenia y tercera división de Yugoslavia.

## Historia
Fue fundado el 28 de junio de 1919 en la ciudad de Maribor por Ivo Vauda como el sucesor del SD Maribor y Drago Kolbl fue el primer presidente que tuvo el club. El 11 de julio de ese año jugó su primer partido contra el SK Hertha, equipo de Maribor de inmigrantes alemanes, y que terminó con una victoria a favor 2-1.
El 1 de julio de 1922 juega su primer partido internacional ante el Grazer AK de Austria que terminó con empate 2-2. En la Liga de la República de Eslovenia terminó en segundo lugar en seis ocasiones no consecutivas hasta que gana su primer título de liga en la temporada 1930/31. Posteriormente fue campeón de liga dos veces más durante la década de los años 1930.
El club fue disuelto en 1941 a causa del inicio de la Segunda Guerra Mundial en Yugoslavia. Actualmente es considerado como el mejor equipo de la ciudad de Maribor en la historia y uno de los mejores de todos los tiempos en Eslovenia.

## Palmarés
- Ljubljana Subassociation League (3): 1930–31, 1932–33, 1938–39

Finalista (7): 1921–22, 1922–23, 1923–24, 1927–28, 1928–29, 1929–30, 1939–40

## Rivalidades
Su principal rival fue el NK Železničar Maribor, equipo representantes de los ferrocarriles en la ciudad y con quien peleo varias veces el título de liga en los años 1930.